# Burj Khalifa

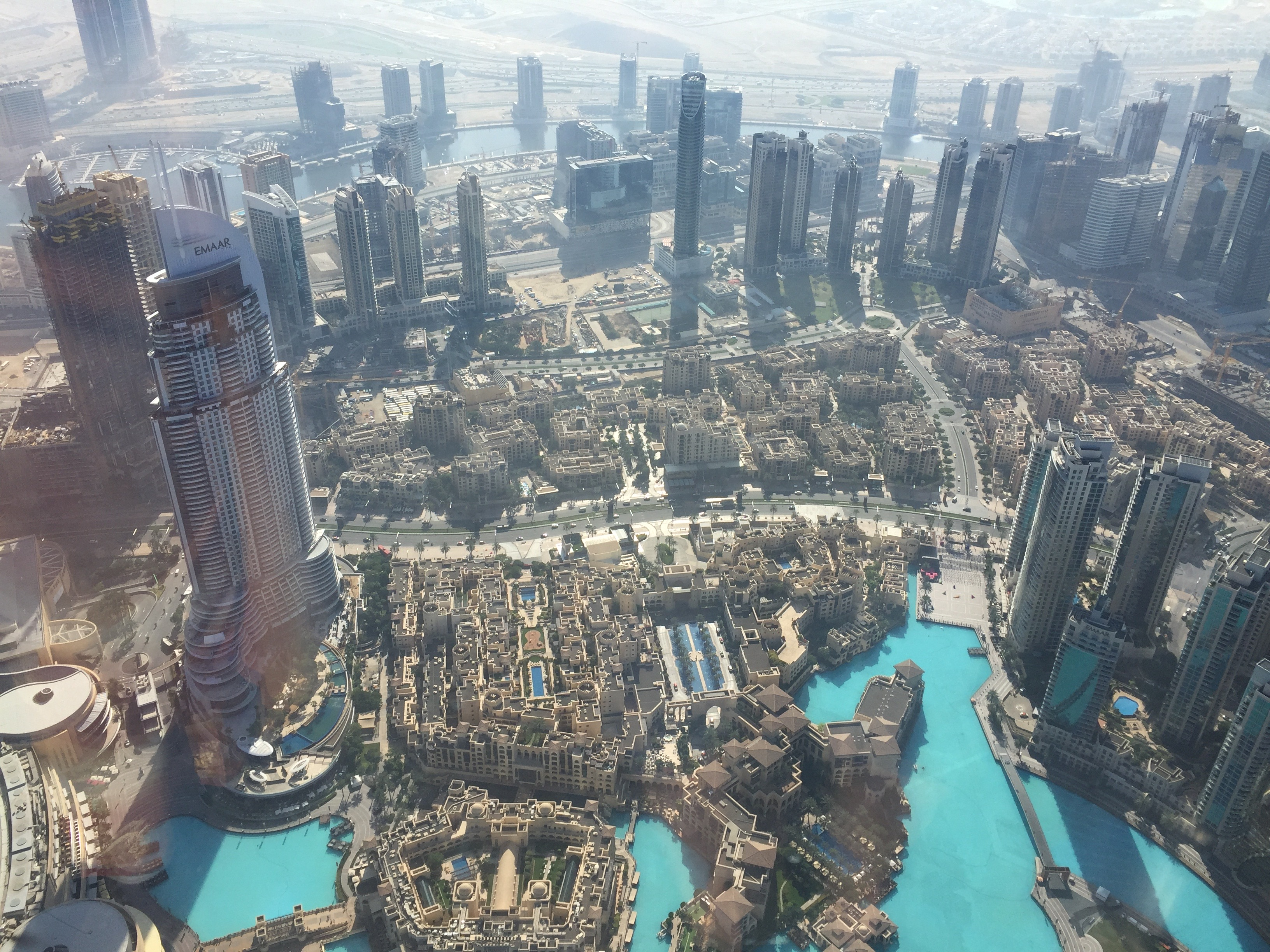
Vue du haut au dernier étage accessible au public.

Burj Khalifa vu d'en bas

Burj Khalifa (en arabe : برج خليفة, /bʊrd͡ʒ xaˈliːfa/, « tour de Khalifa ») est un gratte-ciel situé à Dubaï aux Émirats arabes unis, devenu en mai 2008 la plus haute structure humaine jamais construite. Sa hauteur finale, atteinte le 17 janvier 2009, est de 828 mètres,. Œuvre de l'architecte américain Adrian Smith, l'édifice forme le cœur d’un nouveau quartier : Downtown Dubai. L'inauguration et l'ouverture partielle ont eu lieu le 4 janvier 2010.

## Projet

### Burj Khalifa
Burj Khalifa fait partie d'un vaste projet urbanistique, immobilier et architectural couvrant une superficie de 2 km2. Il s'agit de créer un nouveau quartier, Downtown Dubai, un peu au sud du centre historique de Dubaï aux Émirats arabes unis, et à côté du quartier côtier de Jumeirah, mais situé quelques kilomètres à l'intérieur des terres. Ce quartier doit comprendre, outre le gratte-ciel du même nom, un lac artificiel et de nombreux bâtiments de grandes dimensions. En tout, il prévoit un ensemble de 30 000 résidences, neuf hôtels dont The Address Downtown Dubaï achevé en 2008, au moins 19 tours résidentielles, le plus grand centre commercial du monde, le Dubai Mall qui y a ouvert ses portes en 2008, trois hectares de parcs et le lac artificiel de douze hectares (Lac de Burj Khalifa). Sur ce dernier, la fontaine de Dubaï offre un spectacle aquatique.

### Plus grande tour du monde
Le promoteur Emaar, l'une des deux plus grandes sociétés immobilières de Dubaï, annonce en février 2003 son intention de construire la plus grande tour du monde.
À l'origine, le gratte-ciel devait s'appeler « Burj Dubaï ». À l'instar du projet de complexe immobilier homonyme, il a été rebaptisé Burj Khalifa lors de son inauguration le 4 janvier 2010 en l'honneur de l'émir d'Abou Dabi éponyme, le cheikh Khalifa ben Zayed Al Nahyane, président des Émirats arabes unis, après son refinancement à hauteur de 10 milliards de dollars américains des projets de Dubaï, mis en difficulté par la crise financière internationale de 2008. Ce gratte-ciel devait aussi mesurer 560 mètres de haut, mais à la suite de l'annonce de projets concurrents plus élevés, Emaar a exigé que son projet soit repensé pour être le plus haut du monde[réf. nécessaire].
La version finale mesure 828 mètres de haut et compte 160 étages « habitables ». L'architecture et l'ingénierie de la tour ont été conçues par Skidmore, Owings and Merrill, un cabinet basé à Chicago (SOM, cf. Entreprises impliquées, ci-dessous). Adrian Smith en a été l'architecte en chef et Bill Baker en a été l'ingénieur en chef pour le calcul des structures.
La tour a d'abord été conçue comme un immeuble résidentiel : la décision d'affecter les derniers étages à des bureaux a été prise tardivement. Il comporte sur plus de 160 niveaux des étages d'appartements, des étages de bureaux et un hôtel de luxe de la toute nouvelle chaîne « Armani hotels », une entreprise conjointe entre Giorgio Armani S.p.A. de Milan et Emaar Hotels & Resorts LLC, filiale du promoteur Emaar Properties. Cet hôtel comprendra 175 chambres et suites, cinq restaurants et un spa sur une surface de 40 000 m2.
Le budget total du projet Burj Khalifa s'élève à environ 1,5 milliard de dollars américains, soit environ 1 milliard d’euros, à comparer à celui du complexe urbanistique d'ensemble qui, lui, culmine à environ 20 milliards de dollars américains[réf. nécessaire].
La tour peut accueillir jusqu'à 35 000 personnes. Pour une superficie de 517 240 m2 (soit 0,517 24 km2) on obtient ainsi une densité de population de 67 667 hab./km2.
La tour n'est pas seulement la plus haute du monde, elle détient aussi d'autres records : le plus grand nombre d'étages, le plus haut étage occupé, l'ascenseur le plus haut du monde, etc[évasif][réf. nécessaire].

## Construction
Les fondations ont nécessité :
- plus de 330 000 m3[6] de béton armé. Un béton à haute densité et à basse perméabilité a été employé avec du sable importé d'Australie[7] ;
- 39 000 tonnes de poutres en acier, pour un total de 192 pieux enfoncés sur plus de 50 mètres. Chaque pieu mesure 43 mètres de long par 1,5 mètre de diamètre. Un système de protection cathodique est utilisé pour limiter la corrosion par les substances chimiques des eaux du sol.

Par ailleurs, 174 000 m2 de verre architectural SunGuard ont été utilisés pour les façades.
Le poids total d'aluminium employé dans la construction de la plus grande tour du monde est équivalent à celui de cinq avions gros porteurs Airbus A380. Pour la circulation interne, un total de huit escaliers mécaniques et cinquante-sept ascenseurs, dont certains à double pont sont installés. L'ascenseur le plus rapide peut atteindre en montée et en descente 11 m/s (soit 40 km/h).[réf. nécessaire]
Enfin, 22 millions d'heures de travail cumulées ont été nécessaires à son édification.
Pendant la construction, des émeutes ont éclaté ayant pour origine les conditions de travail des nombreux travailleurs étrangers mobilisés sur le chantier,.

## Entreprises impliquées
Le promoteur du projet est Emaar Properties. Le cabinet américain Skidmore, Owings and Merrill de Chicago (SOM) a réalisé le projet architectural, de calcul des structures et d'ingénierie de base de la tour. SOM avait déjà conçu l'architecture de nombreux gratte-ciel, dont les plus hauts des États-Unis, la Willis Tower à Chicago et le One World Trade Center à New York.
La construction de la tour a été confiée en 2004 à un consortium international formé de l'entreprise sud-coréenne Samsung C&T Engineering & Construction, laquelle avait déjà construit la tour Taipei 101 à Taipei, Taïwan et les Tours Petronas jumelles à Kuala Lumpur en Malaisie, le premier groupe belge de construction BESIX et l'entreprise Arabtec des Émirats arabes unis. Au 17 juin 2008, on dénombrait 7 500 ouvriers qualifiés sur le site de Burj Dubaï.[réf. nécessaire]
La direction de projet a été confiée à l'entreprise américaine Turner Construction Company. C'est le consultant britannique Hyder Consulting qui a sélectionné le cabinet d'architectes et validé son projet pour le compte d'Emaar Properties, et a recalculé les structures, les façades et réalisé l'ingénierie de détail des systèmes mécaniques, électriques, hydrauliques, sécuritaires et l'étude géotechnique des fondations, en accord avec les règles administratives et légales des Émirats et les contraintes des constructeurs. Hyder Consulting est ainsi légalement responsable selon la loi émiratie des performances du projet. Les systèmes d'ascenseurs et d'escalators ont été conçus et installés par Otis Elevator Company, certains éléments fabriqués par Global Tardif.[réf. nécessaire]

## Chronologie de la construction

Comparaison de Burj Khalifa avec les plus hauts gratte-ciel du monde : la Willis Tower, la Taipei 101, les tours Petronas et l'Empire State Building.

- 21 septembre 2004 : ouverture du chantier.
- février 2005 : début de la construction des étages.
- 7 avril 2007 : réalisation du 120e étage à 422,5 m : c'est le plus grand nombre d'étages pour un bâtiment.
- 21 juillet 2007 : Burj Khalifa devient le plus haut gratte-ciel du monde, culminant à 512,10 m et dépassant ainsi Taipei 101 à Taipei (Taïwan), détenteur du précédent record avec sa hauteur de 508 m.
- 13 septembre 2007, Burj Khalifa atteint la hauteur de 555,3 m et dépasse la tour CN de Toronto (Canada). Elle devient à cette date la plus haute structure autoportante[14] du monde.
- 10 décembre 2007 : la structure de béton de la tour est terminée et la construction de la structure en acier débute.
- 27 mars 2008, Burj Khalifa atteint 630,5 m de haut avec le début de la construction de la troisième mezzanine. Elle dépasse alors l'antenne KVLY-TV Mast du Dakota du Nord (États-Unis) et devient ainsi la plus haute construction du moment.
- 20 mai 2008 : Burj Khalifa devient la plus haute structure jamais construite. Elle mesure alors 649,7 m[15] soit 3,32 mètres de plus que la tour de transmission de Radio Varsovie qui mesurait 646 m mais s'était écroulée en 1991.
- 17 janvier 2009 : la tour atteint sa hauteur finale, 828 m[16].
- 8 octobre 2009 : l'extérieur de la tour est complètement terminé. Il ne reste plus que les travaux d’aménagement intérieur.
- 4 janvier 2010 : la tour est inaugurée avec la fin des travaux. Mais avant qu'elle ne soit totalement occupée, il restera une longue période de finition, puis d'installation des résidents et des groupes commerciaux. Le 5 janvier 2010, deux parachutistes dubaïotes s'élancent d'une nacelle fixée sur la tour à 672 m et battent ainsi le record du monde de base jump depuis un bâtiment[17].
- 6 février 2010 : la tour est fermée au public à la suite d'une panne d'ascenseur[18]. Elle rouvre le lendemain, mais la plateforme d'observation installée au 124e étage reste fermée. Des rumeurs prétendent ensuite, à tort, qu'elle doit rouvrir pour la Saint-Valentin (le 14 février)[19] ; elle n'est rendue de nouveau accessible au public que le 4 avril 2010[20].

## Visite
Les visites s'effectuent entre 8 h et 23 h 30 tous les jours. Les prix varient en fonction de la prestation : il faut compter 125 à 200 dirhams pour aller au 124e étage (soit 452 m) et 350 à 500 dirhams pour aller au 148e étage (soit 555 m).

## Polémique sur les conditions de travail
La plus grande tour du monde a été principalement construite par des ouvriers immigrés d'Asie du Sud-Est, dont les conditions de travail ont fait l'objet d'un rapport publié par Human Rights Watch en 2006. Des articles de presse rapportent que des charpentiers qualifiés gagnent à peu près 90 dollars américains soit 83 € par jour et que les ouvriers gagnent 70 dollars américains soit 64 € par jour. Les syndicats étaient interdits aux Émirats arabes unis jusqu'à une époque récente[évasif].
Le 21 mars 2006, les ouvriers se sont révoltés, protestant contre leurs conditions de travail et rémunération, ainsi que contre l'obligation de vivre dans des quartiers réservés. Au cours de ces émeutes, ils ont endommagé des voitures, bureaux et équipements de construction. Un officiel du ministère de l'Intérieur de Dubaï déclara que les émeutiers avaient causé pour un million de dollars de dégâts (soit près de 700 000 €).

## Consommation d'eau
La consommation d'eau du Burj Khalifa équivaut à celle d'une dizaine de grands hôtels du front de mer. Surtout, les eaux usées posent des problèmes d'assainissement et de santé publique avec notamment des infiltrations dans les nappes souterraines et leur déversement dans l'océan.

## Galerie

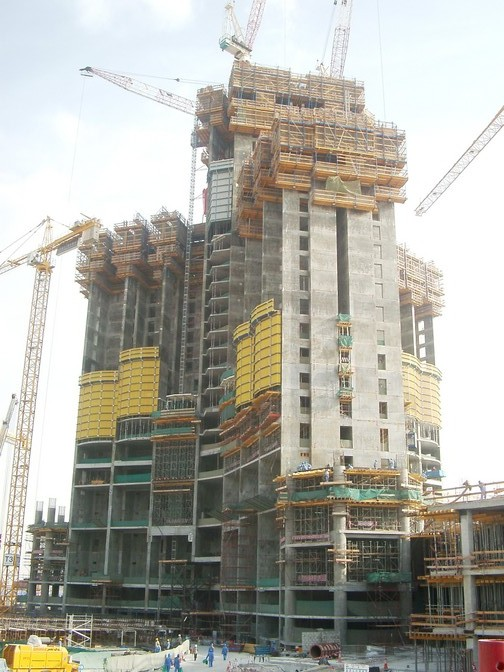
1er février 2006.
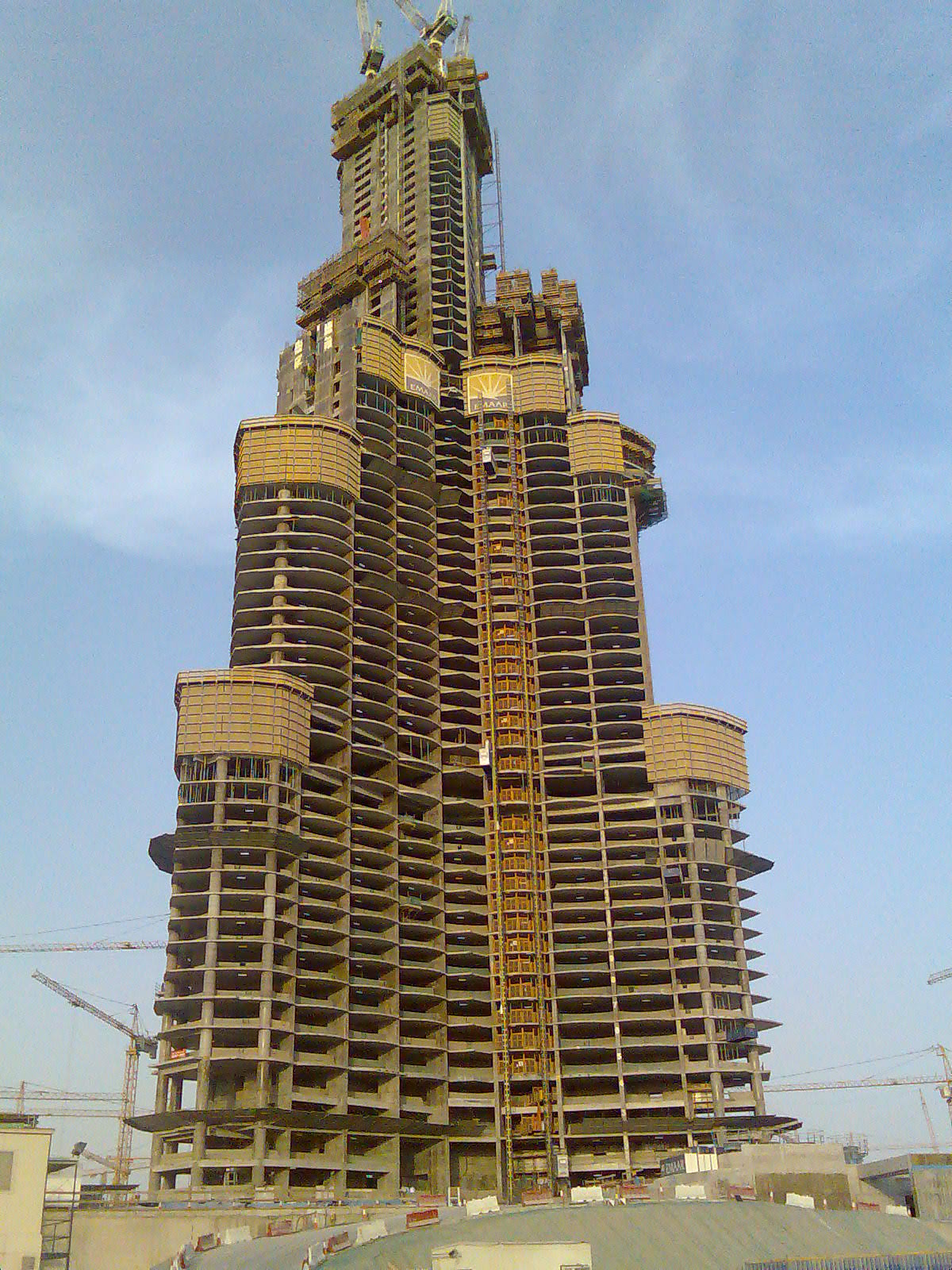
29 août 2006.
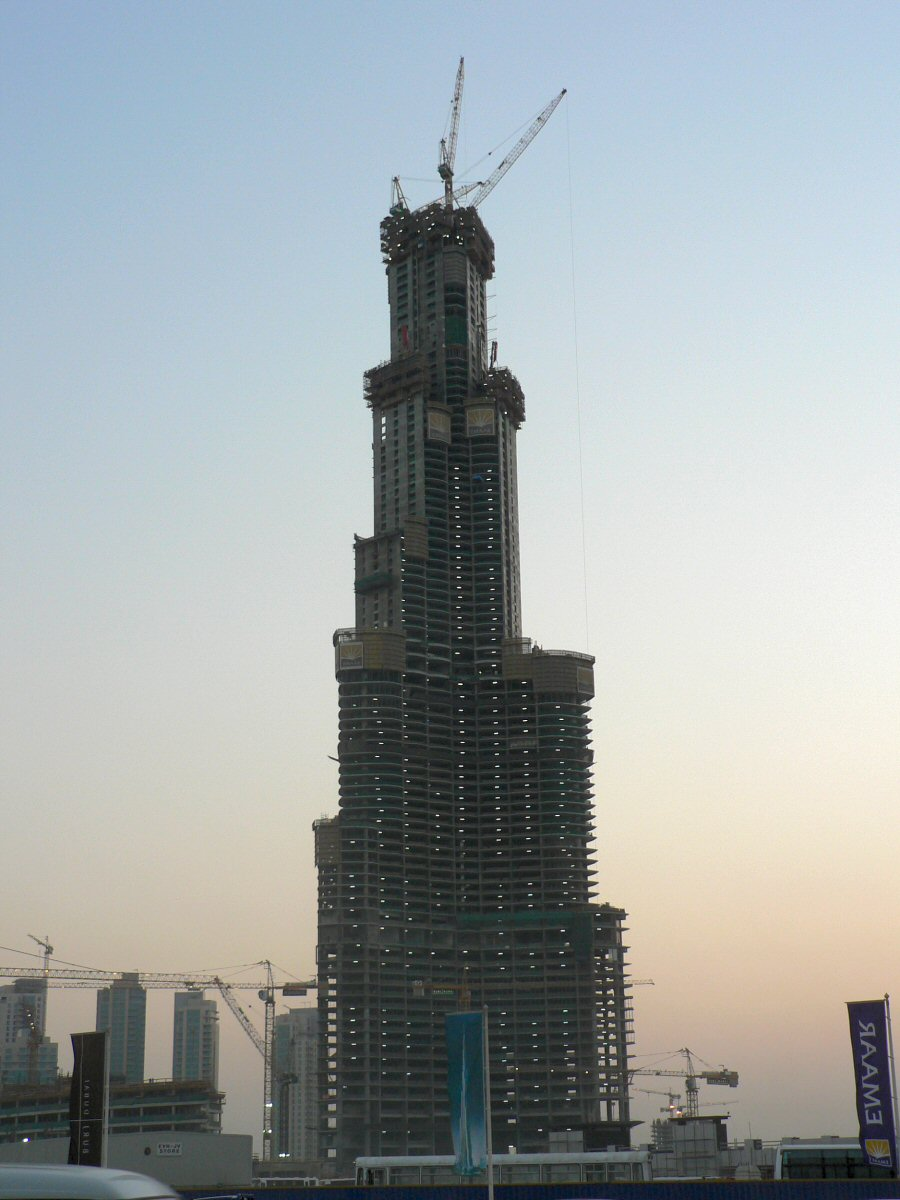
19 novembre 2006.
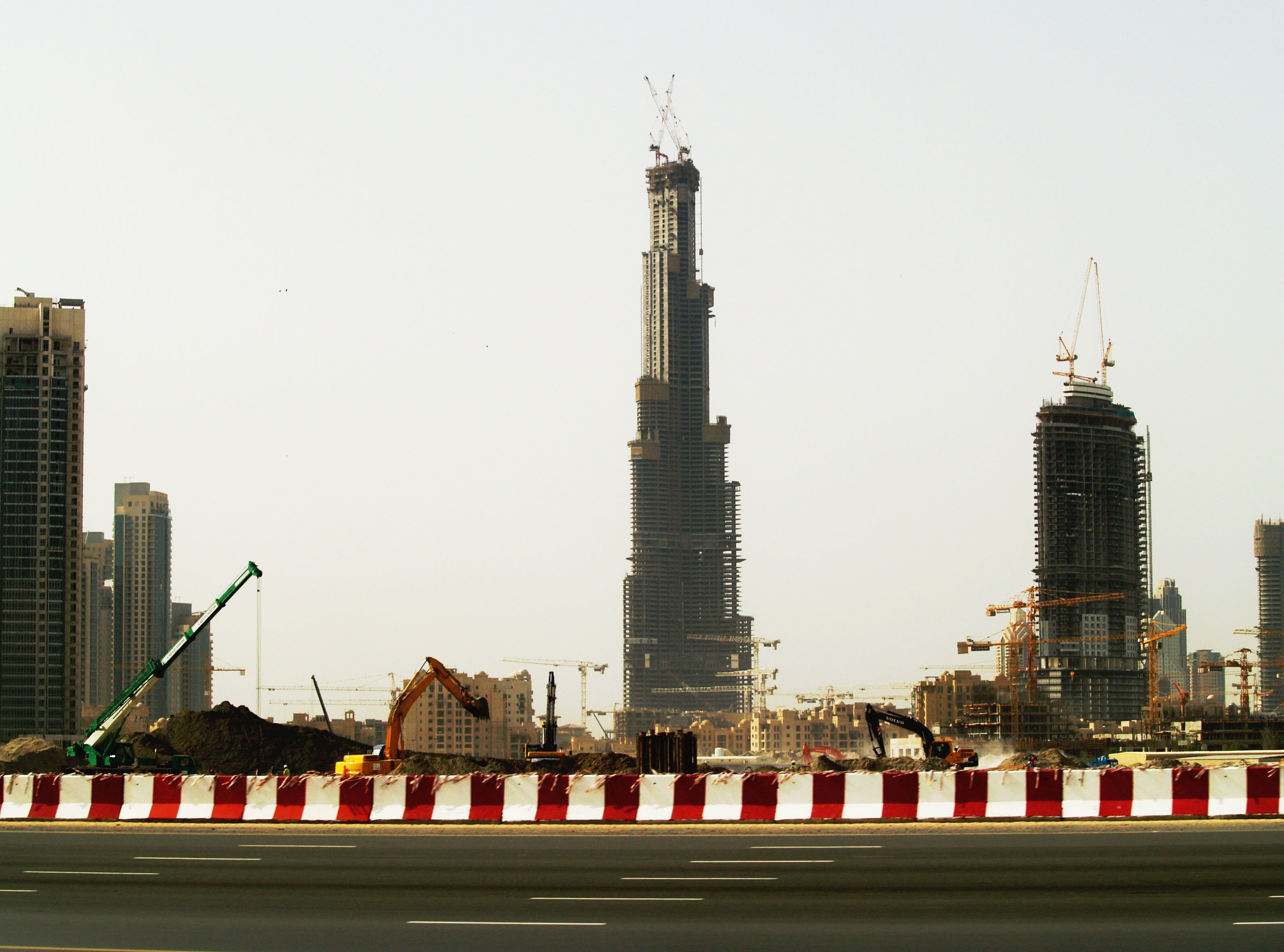
21 mars 2007.
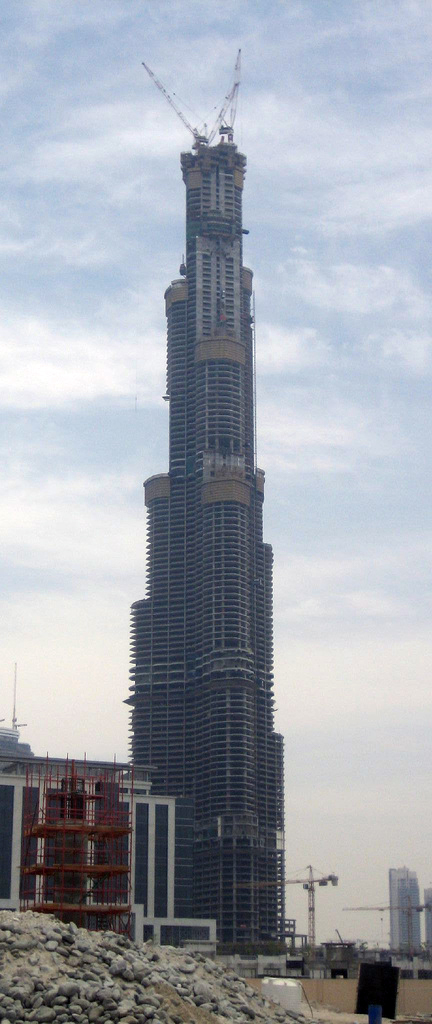
9 mai 2007.
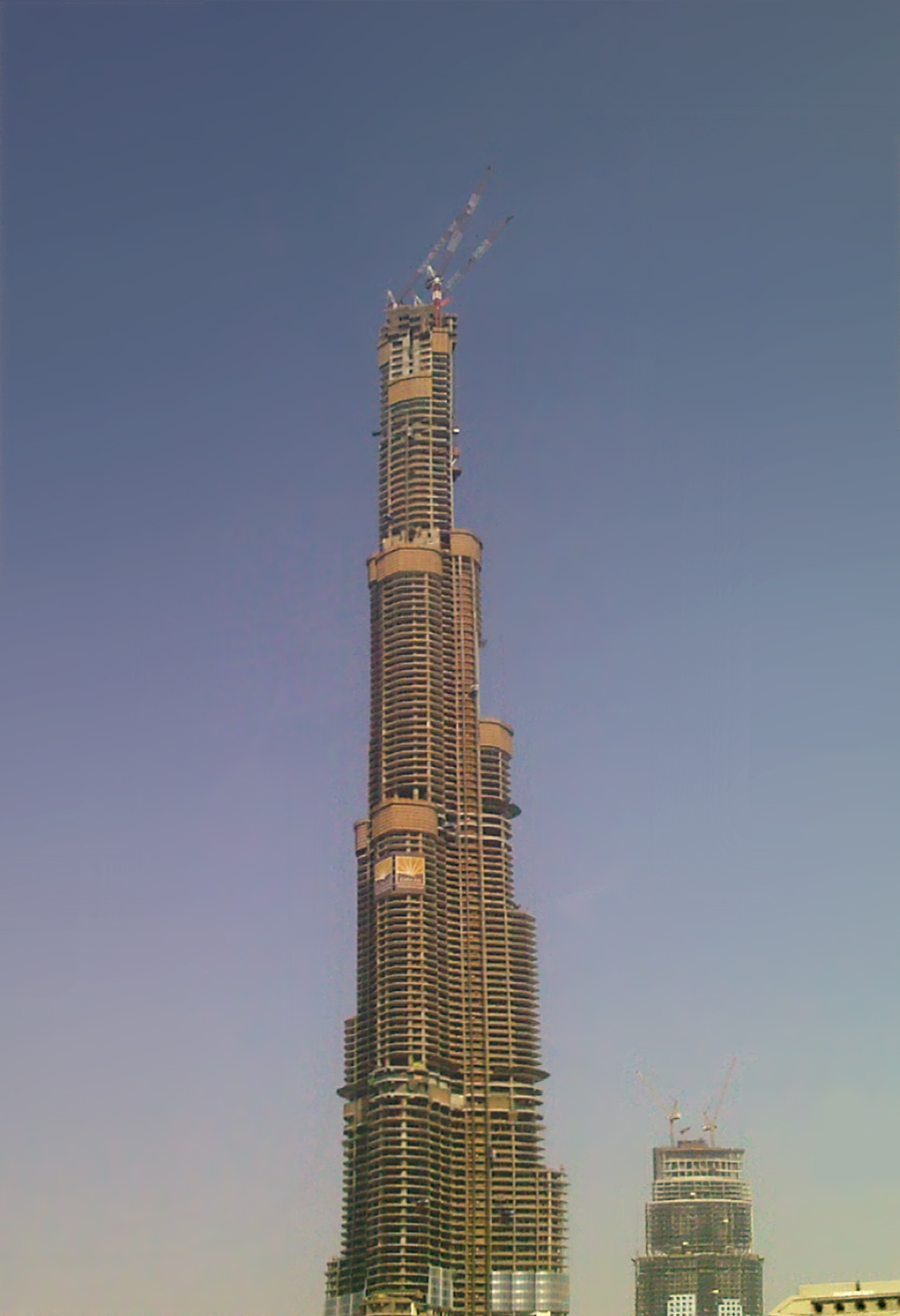
15 juillet 2007.
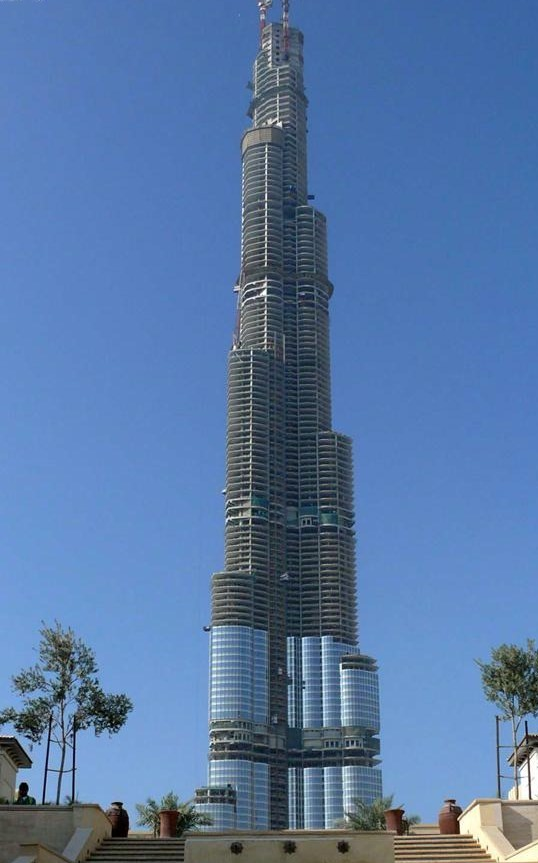
10 décembre 2007.
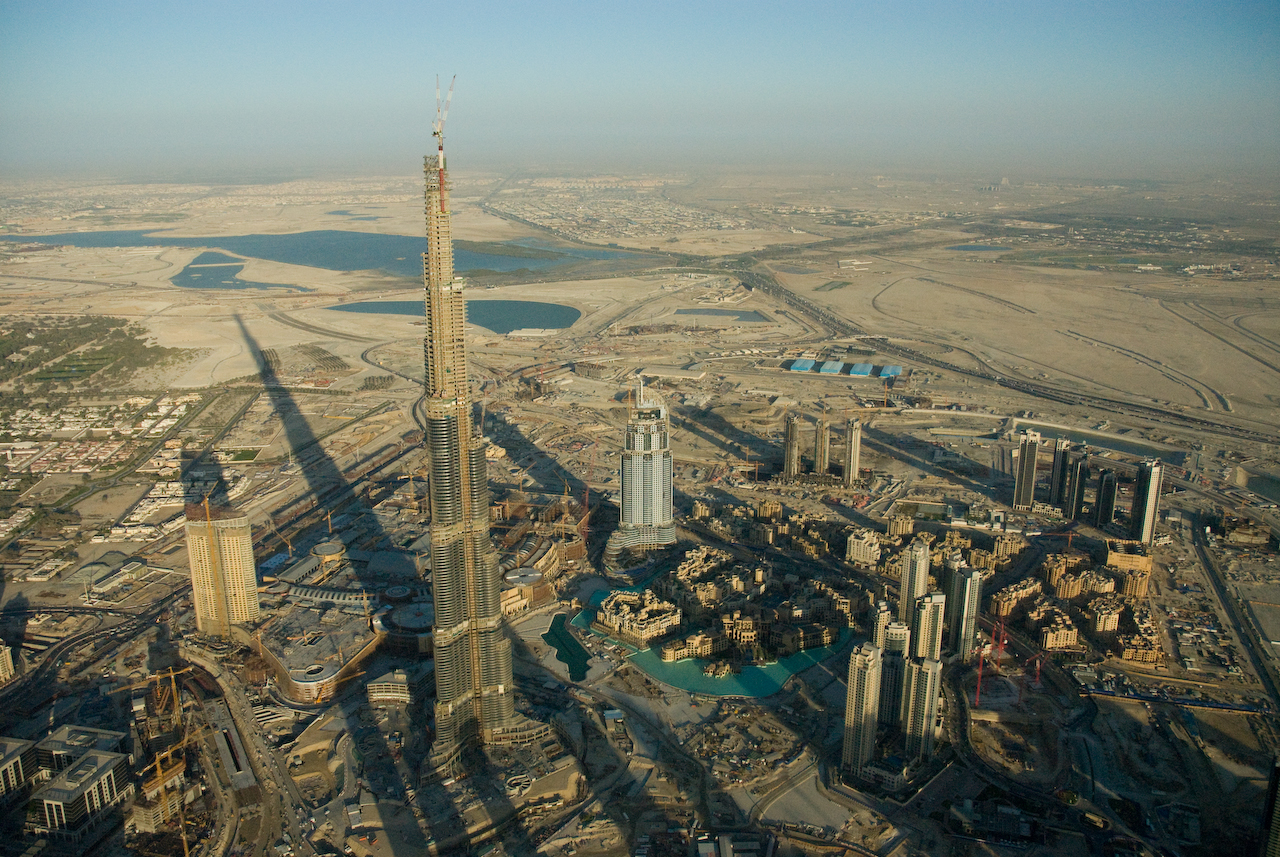
11 mars 2008.
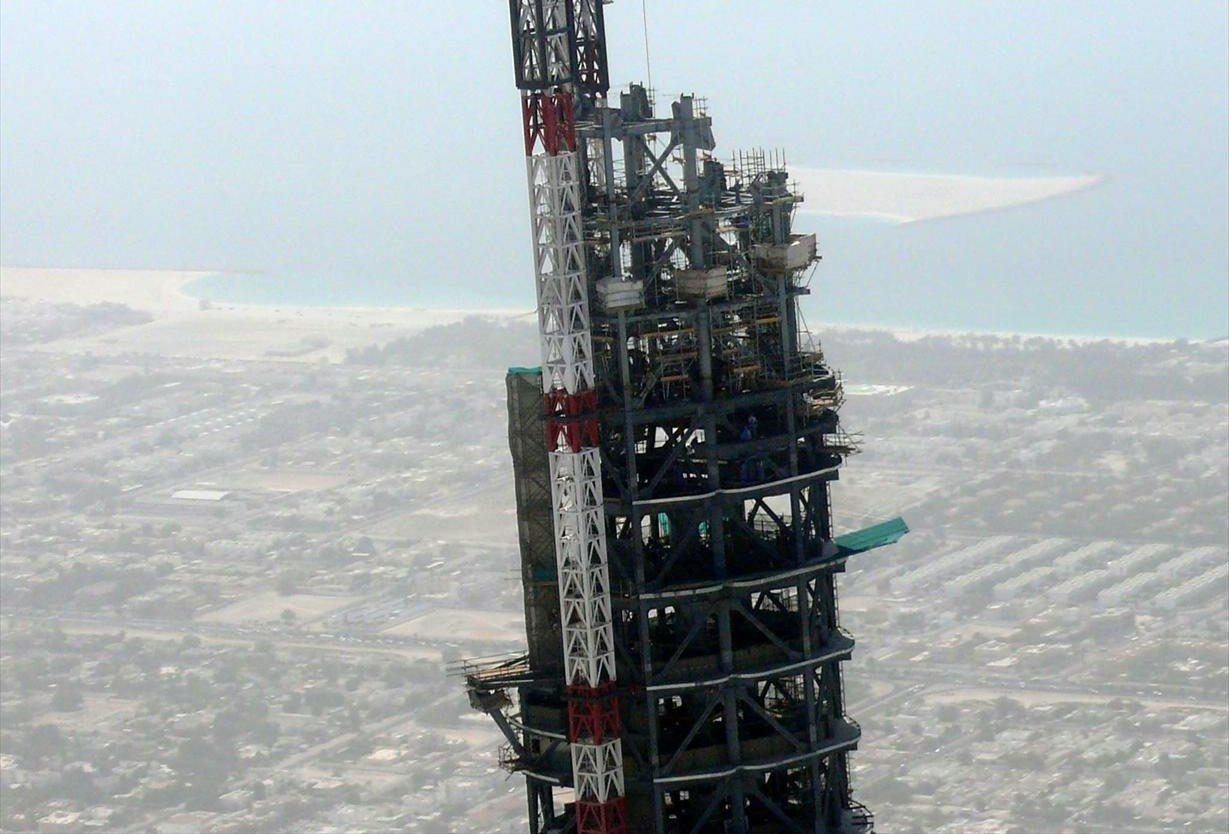
8 mai 2008.
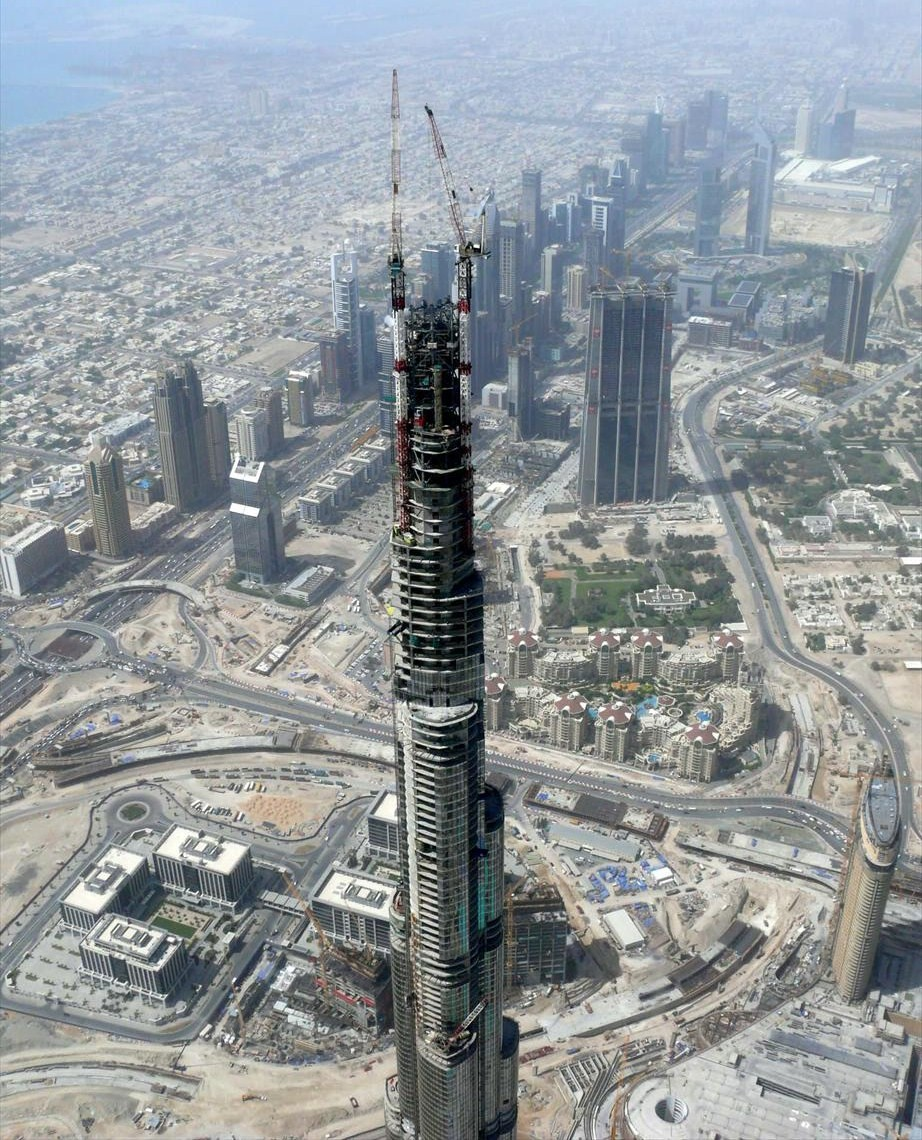
8 mai 2008.
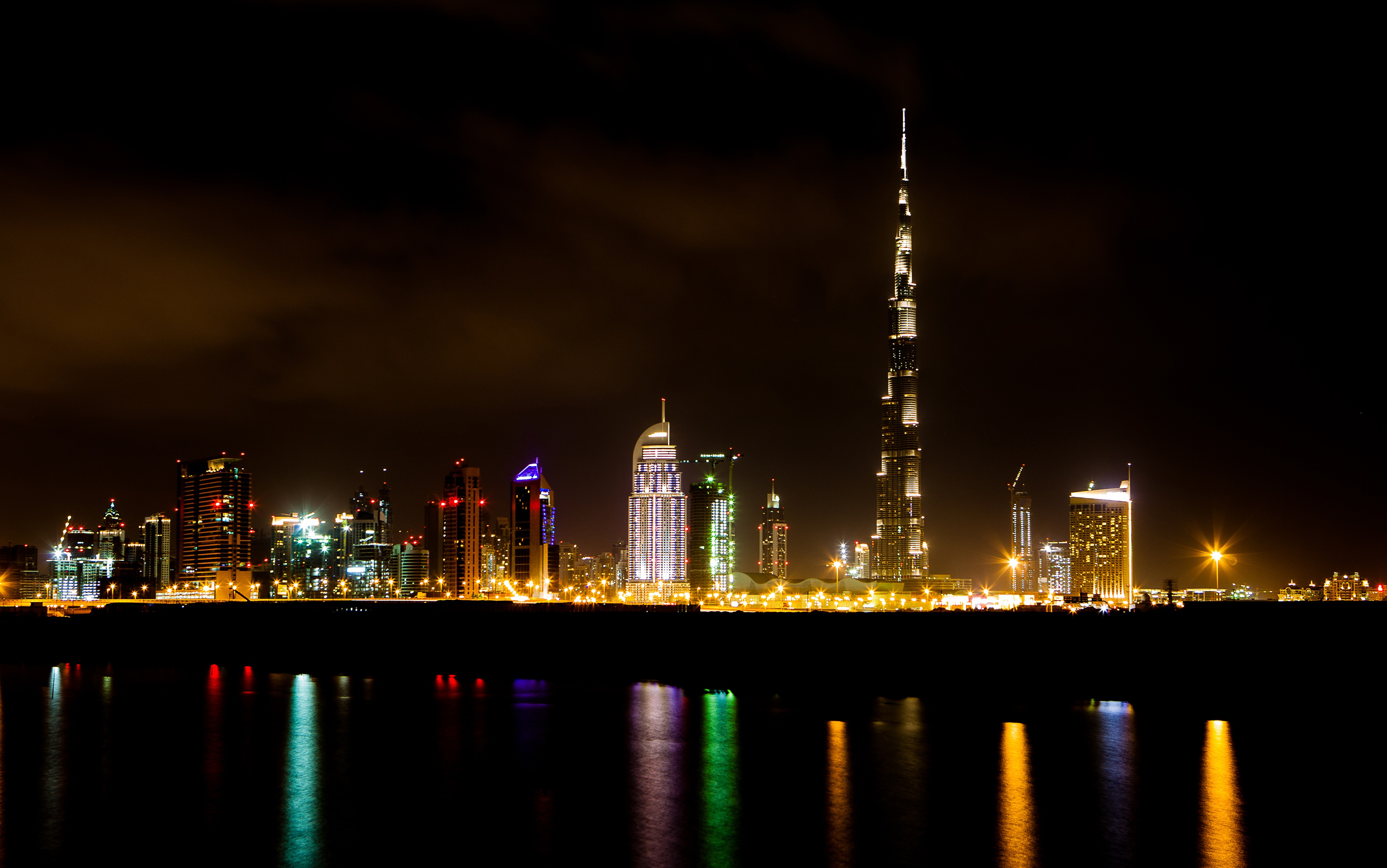
Le Burj Khalifa de nuit.

## Dans la culture populaire
- Dans le film Mission impossible : Protocole Fantôme, Ethan Hunt (Tom Cruise) escalade la tour sur une dizaine d'étages avec des gants adaptés à l'extérieur pour accéder aux serveurs de celle-ci.
- Dans le jeu vidéo Spec Ops : The Line, le protagoniste est amené à se rendre à la tour pour atteindre la suite royale.
- La tour apparaît dans l'épisode Le Coup des échecs (2011 - saison 4, épisode 10) de la série télévisée Leverage[24].
- Tryo fait apparaître la tour dans le clip Greenwashing, dénonçant la surconsommation et le « toujours plus ».
- La chanson Power du groupe de k-pop EXO a été jouée au pied de ce monument (plus précisément à la fontaine de Dubaï) en janvier 2018, ce qui fait d'eux le premier groupe de k-pop à être joué et à être présent au Burj Khalifa.
- En mars 2018, Samsung retransmet la présentation du Galaxy S9 sur les écrans LED de la tour[25].
- En juillet 2018, le groupe EXO est affiché sur l'écran LED de la tour (le plus grand du monde) ce qui fait d'eux, une nouvelle fois, le premier groupe à bénéficier de cet écran LED.
- En 2018, Avengers: Infinity War est affiché sur cet écran LED.